# Băcioi
Băcioi je moldavská obec v Kišiněvské municipalitě. Skládá se ze čtyř vesnic: Băcioi, Brăila, Frumușica a Străisteni.

## Demografie
Podle sčítání lidu z roku 2014 má obec 10 175 obyvatel. Při sčítání lidu v roce 2004 zde žilo 10 618 obyvatel.

## Části obce
| Název      | Počet obyvatel (2004) | Rozloha (km2) |
| ---------- | --------------------- | ------------- |
| Băcioi     | 8 644                 | ?             |
| Brăila     | 905                   | 0,23          |
| Frumușica  | 555                   | ?             |
| Străisteni | 514                   | ?             |